# Bernard Brégeon
Bernard Brégeon (Suresnes, 6 de julio de 1962) es un deportista francés que compitió en piragüismo en la modalidad de aguas tranquilas.
Participó en dos Juegos Olímpicos de Verano en 1984 y 1988, obteniendo una medalla de plata y otra bronce en la edición de Los Ángeles 1984. Ganó tres medallas en el Campeonato Mundial de Piragüismo entre los años 1982 y 1986.

## Palmarés internacional
| Juegos Olímpicos   | Juegos Olímpicos             | Juegos Olímpicos  | Juegos Olímpicos |
| Año                | Lugar                        | Medalla           | Evento           |
| ------------------ | ---------------------------- | ----------------- | ---------------- |
| 1984               | Los Ángeles (Estados Unidos) | Medalla de bronce | K1 500 m         |
| 1984               | Los Ángeles (Estados Unidos) | Medalla de plata  | K2 1000 m        |
| Campeonato Mundial |                              |                   |                  |
| Año                | Lugar                        | Medalla           | Evento           |
| 1982               | Belgrado (Yugoslavia)        | Medalla de oro    | K2 10 000 m      |
| 1985               | Malinas (Bélgica)            | Medalla de bronce | K1 500 m         |
| 1986               | Montreal (Canadá)            | Medalla de plata  | K1 10 000 m      |